# Vaixells de Nemi

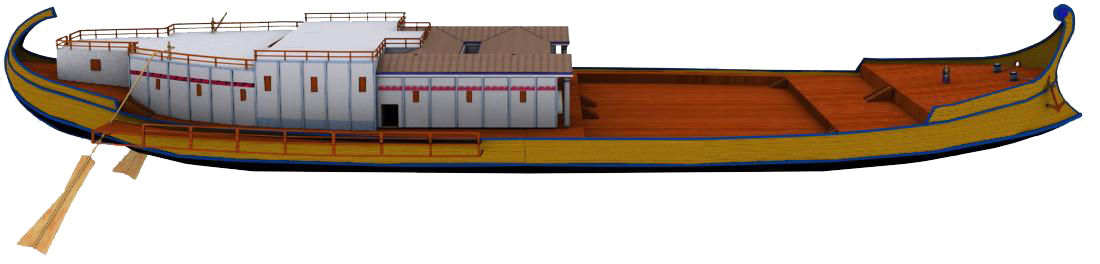

Els vaixells de Nemi eren dos grans i luxosos vaixells construïts per ordre de l'emperador romà Calígula, al segle i, en el llac de Nemi, que és d'origen volcànic i es troba a uns 24 km al sud de Roma.

## Funció
Un dels vaixells va ésser projectat com un temple dedicat a la deessa Diana. L'altre, més gran, era bàsicament un palau flotant decorat amb marbre, pisos de mosaic, calefacció i banys entre altres luxes; era anomenat Siracusa i tenia 80 metres d'eslora. S'explica que l'emperador estava influenciat per la manera de vida pròdiga dels governants hel·lenístics de Siracusa i de l'Egipte Ptolomaic.

## Redescobriment

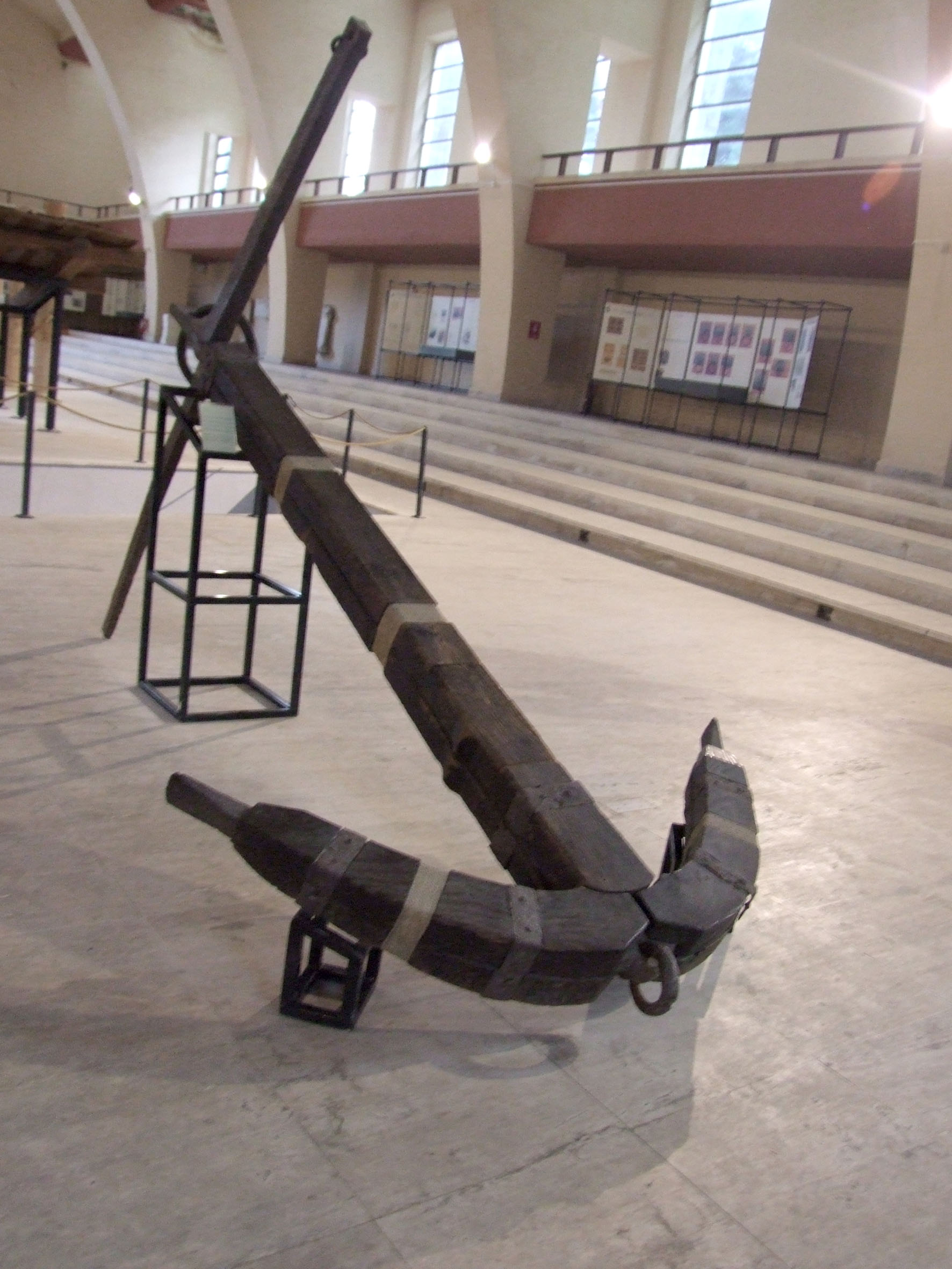

L'any 1446, el cardenal Prospero Colonna va ser el primer a parlar de redescobrir els vaixells, pel que es van contractar experts de Gènova. Durant l'any 1827, Annesio Fusconi es va submergir fent servir una campana creada per Halley, amb una capacitat per allotjar vuit bussos. Només en van treure trossos i es van fer malbé moltes altres peces. Entre 1927 i 1932, sota ordres del dictador italià, Mussolini, les embarcacions van ser retirades del fons del llac, temporalment sec, basant-se en els plans de l'enginyer Malfatti de feia trenta anys. Després de dinou segles, els bucs van ser trobats pràcticament intactes, i s'hi van realitzar alguns treballs de restauració. No obstant això, les embarcacions van ser destruïdes l'1 de juny de 1944, durant la retirada alemanya.